# الهيئة العامة للرقابة على الصادرات والواردات (مصر)
الهيئة العامة للرقابة على الصادرات والواردات هي هيئة حكومية مصرية تابعة لوزارة الصناعة، أنشأت بقرار رئيس الجمهورية العربية المتحدة رقم 1770 لسنة 1971، بهدف فحص الصادرات والواردات السلعية وإعداد الإحصائيات عن حركة الصادرات والواردات من خلال ثلاثة عشر فرعًا بالمنافذ المصرية المختلفة، وأربعة عشر فرعًا في عدة مدن مصرية.
تم دمج مصلحة الكيمياء المصرية في الهيئة العامة للرقابة على الصادرات والواردات

## التشريعات المنظمة
- قرار رئيس الجمهورية رقم 1770 لسنة 1971.[5]
  - التعديلات:
    - قرار رئيس الجمهورية رقم 339 لسنة 1986.[6]

## المهام
أنشأت الهيئة بهدف تحقيق عدة مهام هي:
- الرقابة النوعية علي الصادرات والواردات.
- إصدار سجلات المصدرين، المستوردين، الوكلاء التجاريين، المكاتب العلمية والاستشارية، وبطاقات استيراد مستلزمات الإنتاج للمصانع.
- إصدار شهادات المنشأ للسلع مصرية المنشأ أو المكتسبة للمنشأ المصري.

## وصلات خارجية
- الموقع الرسمي للهيئة.